# Steven Weber
Steven Robert Weber (New York, 1961. március 4. –) amerikai színész, humorista.
Leginkább sorozatszerepeiről ismert: a Wings című amerikai szituációs komédiában 1990 és 1997 között Brian Hackett-et alakította. 1997-ben a Ragyogás című sorozatban Jack Torrance-t játszotta. A 2010-es évek közepén az iZombie című sorozatban Vaughn du Clark, míg az NCIS: New Orleans epizódjaiban Douglas Hamilton szerepében tűnt fel.
Fontosabb filmjei közé tartozik a Hamburger Hill (1987), az Egyedülálló nő megosztaná (1992) és a Drakula halott és élvezi (1995).

## Pályafutása
Harmadik osztályos korában kezdett televíziós reklámokban szerepelni. 1984-ben debütált a mozivásznon a Flamingókölyök című romantikus vígjátékban. 1985-től egy éven át az As the World Turns című szappanopera szereplője volt. 1987-ben a Hamburger Hill című háborús filmdrámában tűnt fel, Dennis Worcester őrmester szerepében. Hírnévre a Wings című szituációs komédia Brian Michael Hackett nevű főszereplőjeként tett szert, aki 1997-ig alakított.
1992-ben az Egyedülálló nő megosztaná című erotikus thriller szereplője volt. 1997-ben Jack Torrance-t formálta meg a Stephen King hasonló című regényéből készült Ragyogás című minisorozatban. 2014 és 2017 között az NCIS: New Orleans epizódjaiban szerepelt, 2015-tól 2016-ig az iZombie szereplőgárdájának tagja volt. 2017-től egy évig a 13 okom volt című Netflix-drámasorozatban játszott.
Szinkronszínészként számos animációs sorozatban közreműködött, egyebek mellett A Pókember elképesztő kalandjai, a Bosszúállók újra együtt és a Kutyapajtik epizódjaiban.

## Magánélete
1985 és 1992 között Finn Carter színésznő férje volt.
Második felesége Juliette Hohnen, az MTV News Los Angeles-i irodájának vezetője volt. 1995-ben jegyezték el egymást és ugyanebben az évben házasodtak össze. 2013-ban házasságuk válással végződött.

## Filmográfia

### Film
| Év   | Magyar cím                                                | Eredeti cím                           | Szerep                      | Magyar hang            |
| ---- | --------------------------------------------------------- | ------------------------------------- | --------------------------- | ---------------------- |
| 1984 | Flamingókölyök                                            | The Flamingo Kid                      | Paul Hirsch                 |                        |
| 1985 |                                                           | Walls of Glass                        | Sean                        |                        |
| 1987 | Vuk                                                       | The Little Fox                        | felnőtt Vuk (angol hangja)  |                        |
| 1987 | Hamburger Hill                                            | Hamburger Hill                        | Dennis Worcester őrmester   | Háda János             |
| 1990 |                                                           | Angels                                | Rickie                      |                        |
| 1992 | Egyedülálló nő megosztaná                                 | Single White Female                   | Sam Rawson                  | Háda János             |
| 1992 | Egyedülálló nő megosztaná                                 | Single White Female                   | Sam Rawson                  | Lux Ádám               |
| 1993 | A beugró                                                  | The Temp                              | Brad Montroe                | Csonka András          |
| 1994 |                                                           | Benders                               | a férfi                     |                        |
| 1995 | Mindent a szemnek                                         | Just Looking                          | Craig                       |                        |
| 1995 | Jeffrey – Valami más                                      | Jeffrey                               | Jeffrey                     |                        |
| 1995 | Las Vegas, végállomás                                     | Leaving Las Vegas                     | Marc Nussbaum               |                        |
| 1995 | Drakula halott és élvezi                                  | Dracula: Dead and Loving It           | Jonathan Harker             | Sinkovits-Vitay András |
| 1998 | Korán keltem aznap, amikor meghaltam                      | I Woke Up Early the Day I Died        | rendőr a sikátorban         |                        |
| 1998 | Félpénz beszél                                            | Sour Grapes                           | Evan Maxwell                |                        |
| 1998 | Őrület sodrában                                           | Break Up                              | Andrew Ramsey rendőrtiszt   |                        |
| 1998 | Minden kutya a mennybe jut – A kiskutyák karácsonyi éneke | An All Dogs Christmas Carol           | Charlie B. Barkin (hangja)  |                        |
| 1999 | Első látásra                                              | At First Sight                        | Duncan Allanbrook           | Kautzky Armand         |
| 1999 | Első látásra                                              | At First Sight                        | Duncan Allanbrook           | Dányi Krisztián        |
| 2000 | Timecode                                                  | Timecode                              | Darren Fetzer               | Forgács Péter          |
| 2000 |                                                           | Sleep Easy, Hutch Rimes               | Hutch Rimes                 |                        |
| 2000 | József, az álmok királya                                  | Joseph: King of Dreams                | Simeon (hangja)             | Bede-Fazekas Szabolcs  |
| 2000 | József, az álmok királya                                  | Joseph: King of Dreams                | rabszolgakereskedő (hangja) |                        |
| 2004 | Érzékiség                                                 | Sexual Life                           | David Wharton               |                        |
| 2005 |                                                           | Inside Out                            | Norman                      |                        |
| 2005 |                                                           | The Moguls                            | Howard                      |                        |
| 2007 |                                                           | Choose Connor                         | Lawrence Connor             |                        |
| 2008 |                                                           | Farm House                            | Samael                      |                        |
| 2009 | Egyetlenem                                                | My One and Only                       | Wallace MacAllister         |                        |
| 2011 |                                                           | Son of Mourning                       | Fitch alkormányzó           |                        |
| 2011 |                                                           | Being Bin Laden                       | Oszáma bin Láden            |                        |
| 2011 | Vad évad                                                  | The Big Year                          | Rick McIntire               | Seder Gábor            |
| 2011 | Egy kis Mennyország                                       | A Little Bit of Heaven                | Rob Randolph                | Holl Nándor            |
| 2012 |                                                           | Leader of the Pack (rövidfilm)        | Jerry                       |                        |
| 2013 |                                                           | Crawlspace                            | Aldon Webber                |                        |
| 2014 |                                                           | Kiss Me                               | Arthur                      |                        |
| 2016 | Csajos buli                                               | Amateur Night                         | Dr. Kurtz                   | Hirtling István        |
| 2016 | Batman: A köpenyes lovagok visszatérnek                   | Batman: Return of the Caped Crusaders | Alfred Pennyworth (hangja)  | Varga T. József        |
| 2017 |                                                           | Show Businesses (rövidfilm)           | Bud                         |                        |
| 2017 |                                                           | A Thousand Junkies                    | Moshe                       |                        |
| 2017 |                                                           | Handsome                              | Talbert Bacorn              |                        |
| 2017 | Batman Kétarc ellen                                       | Batman vs. Two-Face                   | Alfred Pennyworth (hangja)  |                        |
| 2018 | A tökéletesség                                            | The Perfection                        | Anton                       |                        |
| 2019 |                                                           | Soliloquy or The Goose (rövidfilm)    | Dave (hangja)               |                        |
| 2020 |                                                           | Allan the Dog                         | Barrick                     |                        |

### Televízió

#### Tévéfilm
| Év   | Magyar cím                                    | Eredeti cím                                                | Szerep              | Magyar hang          |
| ---- | --------------------------------------------- | ---------------------------------------------------------- | ------------------- | -------------------- |
| 1989 | Kojak: Végzetes vonzalmak                     | Kojak: Fatal Flaw                                          | Conrad St. John     |                      |
| 1989 |                                               | When We Were Young                                         | Ben Kirkland        |                      |
| 1990 | Szolgálatban: Zsarugyilkosság                 | In the Line of Duty: A Cop for the Killing                 | Matt Fisher         |                      |
| 1991 |                                               | Deception: A Mother's Secret                               | Terry               |                      |
| 1993 | A halál arca                                  | In the Company of Darkness                                 | Kyle Timler         | Bolba Tamás          |
| 1994 | Gyilkos szerelem                              | Betrayed by Love                                           | Jeff Avery ügynök   |                      |
| 1995 |                                               | Take Out the Beast                                         | Drummond            |                      |
| 1997 |                                               | Austin Powers' Electric Psychedelic Pussycat Swingers Club | The Swingers Club   |                      |
| 1998 | Az Öböl-háború                                | Thanks of a Grateful Nation                                | Jared Gallimore     |                      |
| 1999 | Szerelmes levelek                             | Love Letters                                               | Andrew Ladd         | Csík Csaba Krisztián |
| 1999 |                                               | Late Last Night                                            | Jeff                |                      |
| 2000 |                                               | Common Ground                                              | Gil Roberts         |                      |
| 2001 | Klubvilág                                     | Club Land                                                  | Stuey Walters       |                      |
| 2004 |                                               | The Twelve Days of Christmas Eve                           | Calvin Carter       |                      |
| 2005 | Spangli – A mozimusical                       | Reefer Madness                                             | Jack Stone          |                      |
| 2006 | Sivatagi rémálom                              | Stephen King's Desperation                                 | Steve Ames          | Láng Balázs          |
| 2007 | Mindenkiből megárt a sok                      | More of Me                                                 | Rex                 |                      |
| 2008 |                                               | Zip                                                        | Trip Stringer       |                      |
| 2011 | Tündéri keresztszülők: Nőj fel, Timmy Turner! | A Fairly Odd Movie: Grow Up, Timmy Turner!                 | Hugh J. Magnate Jr. |                      |
| 2011 |                                               | Untitled Allan Loeb Project                                | Lomax               |                      |
| 2012 | Kutyám Duke                                   | Duke                                                       | Terry Polaski       |                      |
| 2018 | Visszatérés Christmas Creekbe                 | Return To Christmas Creek                                  | Harry Yates         |                      |

#### Sorozat
| Év        | Magyar cím                               | Eredeti cím                       | Szerep                                             | Megjegyzések                                                    |
| --------- | ---------------------------------------- | --------------------------------- | -------------------------------------------------- | --------------------------------------------------------------- |
| 1984      |                                          | American Playhouse                | Tom Driscoll                                       | - 1 epizód (Pudingfejű Wilson) - magyar hangja: - Rátóti Zoltán |
| 1985–1986 |                                          | As the World Turns                | Kevin Gibson                                       | 17 epizód                                                       |
| 1987      |                                          | Crime Story                       | Gary Holiday                                       | 1 epizód                                                        |
| 1990–1997 |                                          | Wings                             | Brian Michael Hackett                              | 172 epizód                                                      |
| 1990      |                                          | The Kennedys of Massachusetts     | John F. Kennedy                                    | minisorozat (3 epizód)                                          |
| 1991      | Mesék a kriptából                        | Tales from the Crypt              | Dale Sweeney                                       | 1 epizód                                                        |
| 1993      | Star Trek: Deep Space Nine               | Star Trek: Deep Space Nine        | Day ezredes                                        | 1 epizód                                                        |
| 1995–1997 |                                          | Duckman: Private Dick/Family Man  | Brian Hackett (hangja)                             | 2 epizód                                                        |
| 1996–1998 | Minden kutya a mennybe jut               | All Dogs Go to Heaven: The Series | Charlie B. Barkin (hangja)                         | 20 epizód                                                       |
| 1997      | Végtelen határok                         | The Outer Limits                  | 8x10 Man                                           | - 1 epizód - rendező (2 epizód)                                 |
| 1997      | A szellemirtók újabb kalandjai           | Extreme Ghostbusters              | Francois Russo (hangja)                            | 1 epizód                                                        |
| 1997      | Ragyogás                                 | The Shining                       | Jack Torrance                                      | - minisorozat (3 epizód) - magyar hangja: - Haás Vander Péter   |
| 1998      | A Simpson család                         | The Simpsons                      | Neil (hangja)                                      | 1 epizód                                                        |
| 1998–1999 | Herkules                                 | Hercules                          | Odüsszeusz (hangja)                                | 2 epizód                                                        |
| 1998      | The New Batman Adventures                | The New Batman Adventures         | J. Carroll Corcoran (hangja)                       | 1 epizód                                                        |
| 1999      |                                          | Stark Raving Mad                  | Rod                                                | 1 epizód                                                        |
| 1999      |                                          | The Expert                        | Dr. John Hardy                                     | 1 epizód                                                        |
| 2000–2001 |                                          | Cursed                            | Jack Nagle                                         | 17 epizód                                                       |
| 2000–2002 | Még egyszer és újra                      | Once and Again                    | Sam Blue                                           | 10 epizód                                                       |
| 2000–2002 |                                          | Baby Blues                        | Dr. Gruber (hangja)                                | 2 epizód                                                        |
| 2001      | Tarzan legendája                         | The Legend of Tarzan              | Ed (hangja)                                        | 1 epizód                                                        |
| 2002      |                                          | The Zeta Project                  | Eugene Dolan (hangja)                              | 1 epizód                                                        |
| 2002–2003 |                                          | Fillmore!                         | több szereplő hangja                               | 4 epizód                                                        |
| 2003      |                                          | The Lyon's Den                    | Allen Forrester                                    | 1 epizód                                                        |
| 2003      |                                          | I'm with Her                      | Kyle Britton                                       | 1 epizód                                                        |
| 2004      |                                          | The D.A.                          | David Franks kerületi ügyész                       | 2 epizód                                                        |
| 2004      |                                          | Higglytown Heroes                 | Gardener Hero (hangja)                             | 1 epizód                                                        |
| 2005      | Amerikai fater                           | American Dad!                     | ismeretlen szereplő hangja                         | 1 epizód                                                        |
| 2005      | A horror mesterei                        | Masters of Horror                 | Frank Spivey                                       | - 1 epizód - magyar hangja: - Haás Vander Péter                 |
| 2005–2006 | Will és Grace                            | Will & Grace                      | Sam Truman                                         | 2 epizód                                                        |
| 2006      |                                          | Nightmares & Dreamscapes          | Clark Rivingham                                    | 1 epizód                                                        |
| 2006–2007 | A színfalak mögött                       | Studio 60 on the Sunset Strip     | Jack Rudolph                                       | 18 epizód                                                       |
| 2007      | Monk – A flúgos nyomozó                  | Monk                              | Max Hudson                                         | 1 epizód                                                        |
| 2007      |                                          | Side Order of Life                | James Kendall                                      | 1 epizód                                                        |
| 2007      | Esküdt ellenségek: Különleges ügyosztály | Law & Order: Special Victims Unit | Matthew Braden                                     | 3 epizód                                                        |
| 2007–2008 | Testvérek                                | Brothers & Sisters                | Graham Finch                                       | 8 epizód                                                        |
| 2008      | Psych – Dilis detektívek                 | Psych                             | Jack Spencer                                       | 1 epizód                                                        |
| 2008      | Nyomtalanul                              | Without a Trace                   | Clark Medina                                       | 4 epizód                                                        |
| 2008      | Született feleségek                      | Desperate Housewives              | Lloyd                                              | 1 epizód                                                        |
| 2009      | Partiszerviz színész módra               | Party Down                        | Ricky Sargulesh                                    | 1 epizód                                                        |
| 2010      |                                          | Happy Town                        | John Haplin                                        | 8 epizód                                                        |
| 2010      | Célkeresztben                            | In Plain Sight                    | Mike Faber                                         | 3 epizód                                                        |
| 2010      |                                          | Backwash                          | Oliver                                             | 1 epizód                                                        |
| 2011      |                                          | Wainy Days                        | Mr. Stickland                                      | 1 epizód                                                        |
| 2011      | Vásott szülők                            | Parenthood                        | Jack Kraft                                         | 1 epizód                                                        |
| 2011      | Esküdt ellenségek: Különleges ügyosztály | Law & Order: Criminal Intent      | Ben Langston                                       | 1 epizód                                                        |
| 2011      | Éghasadás                                | Falling Skies                     | Dr. Michael Harris                                 | 3 epizód                                                        |
| 2009–2011 | Web-Terápia                              | Web Therapy                       | Robert Lachman                                     | - 5 epizód - magyar hangja: - Rajkai Zoltán                     |
| 2012–2017 | A Pókember elképesztő kalandjai          | Ultimate Spider-Man               | Norman Osborn / Zöld Manó / egyéb szereplők hangja | - 28 epizód - magyar hangja: - Kautzky Armand (Osborn)          |
| 2012      | Vérmes négyes                            | Hot in Cleveland                  | Kyle                                               | 2 epizód                                                        |
| 2012      |                                          | Leap Year                         | Remy Doyle                                         | 2 epizód                                                        |
| 2012      |                                          | Wilfred                           | Jeremy                                             | 3 epizód                                                        |
| 2012–2016 | Az élet csajos oldala                    | 2 Broke Girls                     | Martin Channing                                    | 3 epizód                                                        |
| 2012      |                                          | Ruth & Erica                      | Cameron                                            | 2 epizód                                                        |
| 2012      |                                          | Malibu Country                    | Pete                                               | 1 epizód                                                        |
| 2013      |                                          | Eve of Destruction                | Dr. Karl Cameron                                   | minisorozat (2 epizód)                                          |
| 2013–2014 | Dallas                                   | Dallas                            | Sam McConaughey kormányzó                          | 5 epizód                                                        |
| 2013      |                                          | Childrens Hospital                | John Tandy                                         | 1 epizód                                                        |
| 2014      | Parkműsor                                | Regular Show                      | Jumpin' Jim (hangja)                               | 1 epizód                                                        |
| 2014–2015 |                                          | Chasing Life                      | Dr. George Carver                                  | 22 epizód                                                       |
| 2014      |                                          | Murder in the First               | Bill Wilkerson                                     | 10 epizód                                                       |
| 2014      |                                          | Bad Teacher                       | Ray                                                | 1 epizód                                                        |
| 2014      | Hogyan ússzunk meg egy gyilkosságot?     | How to Get Away with Murder       | Max St. Vincent                                    | 1 epizód                                                        |
| 2014–2017 | NCIS: New Orleans                        | NCIS: New Orleans                 | Douglas Hamilton tanácstag/polgármester            | 18 epizód                                                       |
| 2015      |                                          | Helix                             | Michael testvér                                    | 8 epizód                                                        |
| 2015      | Az Álmosvölgy legendája                  | Sleepy Hollow                     | Thomas Jefferson                                   | 1 epizód                                                        |
| 2015      | Balfékek                                 | Community                         | Butcher nyomozó                                    | 1 epizód                                                        |
| 2015      |                                          | The Comedians                     | Jamie Dobbs                                        | 2 epizód                                                        |
| 2015      |                                          | The Mindy Project                 | James                                              | 1 epizód                                                        |
| 2015–2016 | Gátlástalanok                            | House of Lies                     | Ron Zobel                                          | 6 epizód                                                        |
| 2015–2016 | iZombie                                  | iZombie                           | Vaughn Du Clark                                    | 11 epizód                                                       |
| 2017      |                                          | :Dryvrs                           | Doug                                               | 1 epizód                                                        |
| 2017      | Félig üres                               | Curb Your Enthusiasm              | The Shucker                                        | 1 epizód                                                        |
| 2017      | A titkok könyvtára                       | The Librarians                    | Saint of Thieves                                   | 1 epizód                                                        |
| 2017–2018 | Nagypályások                             | Ballers                           | Julian Anderson                                    | 5 epizód                                                        |
| 2017–2018 | Anyák gyöngye                            | Mom                               | Patrick Janikowski                                 | 6 epizód                                                        |
| 2017–2020 | 13 okom volt                             | 13 Reasons Why                    | Gary Bolan igazgató                                | 26 epizód                                                       |
| 2018      | Bosszúállók újra együtt                  | Avengers Assemble                 | Beyonder (hangja)                                  | 4 epizód                                                        |
| 2018      |                                          | Marvel Rising: Initiation         | George Stacy (hangja)                              | 2 epizód                                                        |
| 2018      |                                          | Channel Zero                      | Abel Carnacki                                      | 6 epizód                                                        |
| 2018–2019 | Szóljatok a köpcösnek! – A sorozat       | Get Shorty                        | Lawrence Budd                                      | 11 epizód                                                       |
| 2019      | Tömény történelem                        | Drunk History                     | Philip K. Wrigley / John Lomax                     | 2 epizód                                                        |
| 2019      | Scooby-Doo és (sz)társai                 | Scooby-Doo and Guess Who?         | Alfred Pennyworth (hangja)                         | 1 epizód                                                        |
| 2019      |                                          | This Close                        | Michael apja                                       | 2 epizód                                                        |
| 2019      |                                          | The Bravest Knight                | The Head Knight                                    | 3 epizód                                                        |
| 2019–2022 | Kutyapajtik                              | Puppy Dog Pals                    | több szereplő hangja                               | 14 epizód                                                       |
| 2020      |                                          | Indebted                          | Stew Klein                                         | főszereplő (13 epizód)                                          |
| 2020      | Social Distance: Távol, mégis közel      | Social Distance                   | Gene                                               | minisorozat (1 epizód)                                          |
| 2021–     | Chicago Med                              | Chicago Med                       | Dr. Dean Archer                                    | visszatérő szereplő (6. évad) főszereplő (7. évadtól)           |
| 2023      |                                          | Celebrity Jeopardy!               | önmaga                                             | versenyző                                                       |

## Fordítás
- Ez a szócikk részben vagy egészben  a   Steven Weber című angol Wikipédia-szócikk ezen változatának fordításán alapul.  Az eredeti cikk szerkesztőit annak laptörténete sorolja fel. Ez a jelzés csupán a megfogalmazás eredetét és a szerzői jogokat jelzi, nem szolgál a cikkben szereplő információk forrásmegjelöléseként.